# Cerami
Cerami ist eine Stadt im Freien Gemeindekonsortium Enna in der Region Sizilien in Italien mit 1857 Einwohnern (Stand 31. Dezember 2023).

## Lage und Daten
Cerami liegt 71 km nordöstlich von Enna. Die Einwohner sind hauptsächlich in der Landwirtschaft und der Milchverarbeitung (Molkerei) beschäftigt.
Die Nachbargemeinden sind Capizzi (ME), Cesarò (ME), Gagliano Castelferrato, Mistretta (ME), Nicosia und Troina.

## Geschichte
In der Bronzezeit bestand hier eine prähistorische Siedlung. Der heutige Ort ist um das mittelalterliche Kastell entstanden.
Im Jahr 1063 (Juni), Schlacht zwischen Normannen von Roger von Hauteville und Sarazenen (Schlacht von Cerami): Sieg der Normannen.

## Sehenswürdigkeiten
- Pfarrkirche Sant’Ambrogio aus dem 16. Jahrhundert
- Kirche Carmine